# 乔杜里·吴拉姆·拉苏尔
乔杜里·吴拉姆·拉苏尔（1931年5月1日—），巴基斯坦男子曲棍球运动员。他曾代表巴基斯坦参加1956年和1960年夏季奥林匹克运动会曲棍球比赛。